# 야마자키 료헤이
야마자키 료헤이(일본어: 山崎 亮平, 1989년 3월 14일 ~ )는 일본의 축구 선수이다.

## 구단 경력
그는 2007년부터 2023년까지 J리그의 주빌로 이와타, 알비렉스 니가타, 가시와 레이솔, V-파렌 나가사키, 테게바자로 미야자키에서 활동하였다.

## 국가대표팀 경력
그는 2010년 아시안 게임에 참가할 일본 U-23 국가대표팀에 발탁되었으며, 금메달 획득에 기여했다.